# Aptrup
Aptrup er en landsby og et ejerlav i Østjylland placeret i den vestlige del af Sall Sogn. Aptrup ligger i Favrskov Kommune og hører under Region Midtjylland. Byen nævnes første gang i 1396 under navnet Abtrup og en adelsmand ved navn Las Nielsen skrev sig i 1453 med tilføjelsen "i Aptrup".
Ved folketællingen i 1787 havde Aptrup 63 indbyggere fordelt på 6 gårde og 4 huse, hvortil kom smedjen og byhyrden. I 1830 brændte den ene af gårdene. Det gav anledning til, at byens indbyggere henvendte sig til greven på Frijsenborg for at få byen udskiftet. Herefter blev den nedbrændte gård og de fleste af husene flyttet ud af byen. Gårdmændene i Aptrup blev selvejere mellem 1850 og 1860.
Fra 1876 til 1882 var der en friskole i Aptrup. Den blev oprettet, fordi en del forældre var utilfredse med lærer Jacob Jensen i Sall; men da han døde i 1882 vendte børnene tilbage til Folkeskolen.[kilde mangler]
 Der er for få eller ingen kildehenvisninger i denne artikel, hvilket er et problem. Du kan hjælpe ved at angive troværdige kilder til de påstande, som fremføres i artiklen.

|  | Denne artikel om lokaliteten Aptrup kan blive bedre, hvis der indsættes et (bedre) billede. Du kan hjælpe ved at afsøge Wikimedia Commons for et passende billede eller lægge et op på Wikimedia Commons med en af de tilladte licenser og indsætte det i artiklen. |

56°16′46″N 9°48′10″Ø / 56.27944°N 9.80278°Ø